# Științifico-fantasticul în televiziune
Științifico-fantasticul în televiziune a apărut încă din primele zile ale televiziunii din 1949 - anii 1950 în programe care au prezentat povești despre universuri futuriste, operă spațială și anticipații. Sunt prezentate seriale și filme de televiziune produse special pentru televiziune, precum și lungmetraje (pentru cele care nu fac obiectul acestui articol, vezi articolul Film științifico-fantastic). Seriale de televiziune au avut adesea atât de mult succes încât au fost continuate în cinematografie (cum ar fi franciza Star Trek). În ultimii 20 de ani s-a observat și tendința opusă de continuare a filmelor cinematografice la televizor (de exemplu, franciza Stargate (Poarta stelară)).

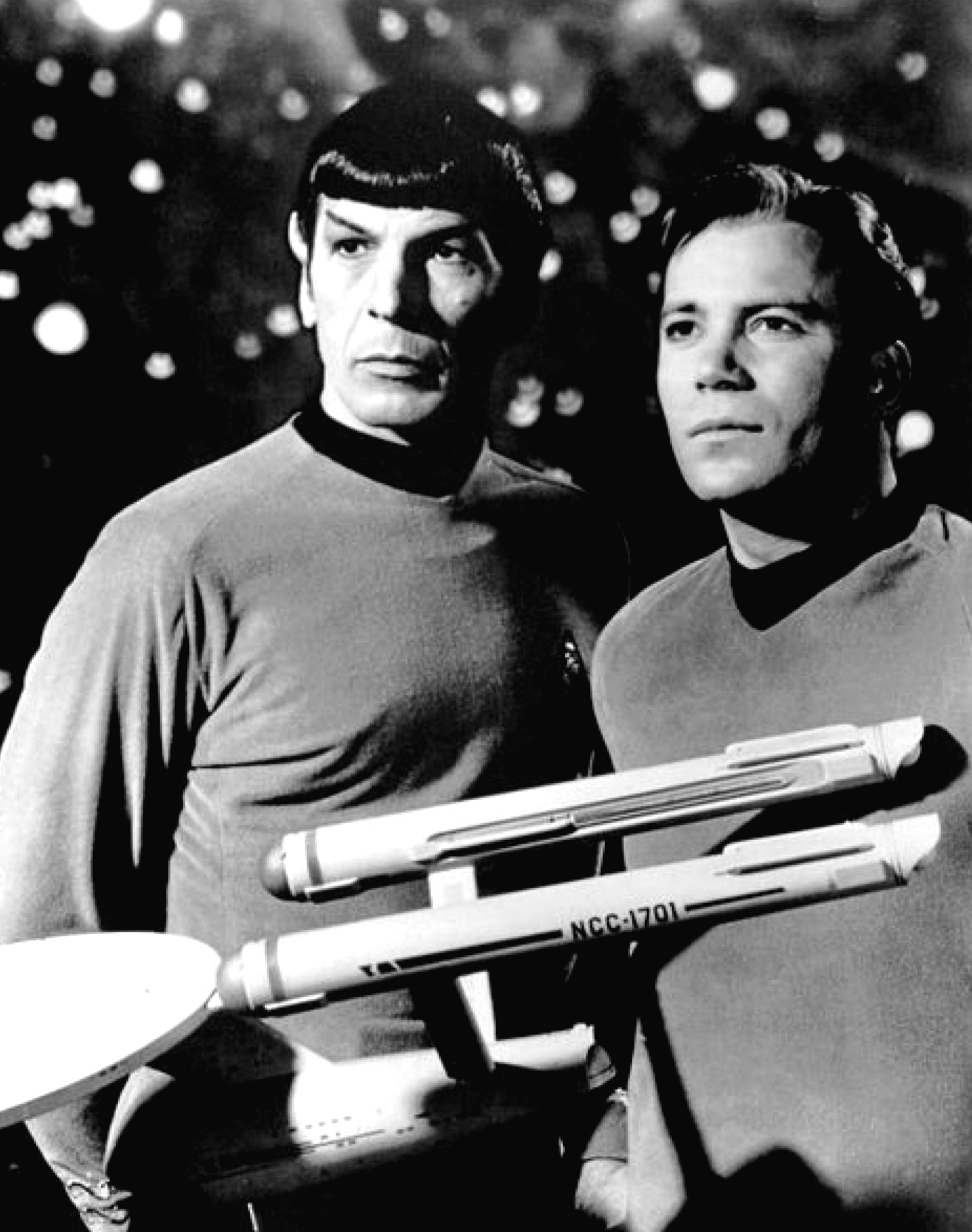
Leonard Nimoy și William Shatner în Star Trek, 1968

Tales of Tomorrow, difuzat în 1951, a inaugurat genul serialului de antologie, care a atins apogeul cu The Fourth Dimension al lui Rod Serling, difuzat din 1958, care îmbina atât poveștile fantasy, cât și cele științifico-fantastice. A urmat Zona crepusculară în 1959. La mijlocul anilor 1960, opera spațială televizată era reprezentată de seria Star Trek a lui Gene Roddenberry și numeroasele sale variații, care a lansat tema călătoriei în spațiu care a fost preluată apoi de serialele Space: 1999, Babylon 5, Stargate SG-1 sau Battlestar Galactica. O altă temă științifico-fantastică adaptată în televiziune a fost cea a invaziei extraterestre, din care The Invaders a fost primul exemplu izbitor. Serialul bazat pe teama că ființele din altă parte vor lua înfățișarea umană pentru a prelua Pământul a influențat mai multe seriale cu povești despre paranoia sau conspirații, precum Dosarele X sau Roswell. Într-un alt registru, V (1983) prezintă lupta unui grup de rezistență împotriva unei invazii extraterestre.